# جون ر. إنغرام
جون ر. إنغرام (بالإنجليزية: John R. Ingram)‏ هو شخصية أعمال أمريكي، ولد في عقد 1960.

## وصلات خارجية
- جون ر. إنغرام على موقع إن إن دي بي (الإنجليزية)